# Mit brennender Sorge
"Mit brennender Sorge ..." (alemany "Amb ardent inquietud ...") és una Carta encíclica del Papa Pius XI sobre la situació de l'Església a l'Alemanya Nazi, publicada el 14 de març de 1937.
A diferència d'altres encícliques que són conegudes per les primeres paraules en llatí, aquesta rep el nom de les primeres paraules en la llengua en què va ser originalment publicada, l'alemany "Mit brennender Sorge ... ", o en català " Amb ardent inquietud ... ".
En aquesta, el Papa adverteix dos anys abans de la Segona Guerra Mundial que "Tothom qui prengui la raça, o el poble, o l'Estat, o una forma determinada de l'Estat, o els representants del poder estatal o altres elements fonamentals de la societat humana […] i els divinitzi amb culte idolàtric, perverteix i falsifica l'ordre creat i imposat per Déu", en un clar senyal de crítica per al règim nacionalsocialista alemany.

## Efectes
Va ser una sorpresa general, per a fidels, autoritats i polítics, la lectura de l'encíclica, el diumenge 21 de març de 1937, en tots els temples catòlics alemanys, que eren més d'11.000. La unanimitat va ser absoluta. I, en tota la breu història del Tercer Imperi alemany, mai va rebre una contestació que arribés a apropar-se a l'efecte que es va produir amb la "Mit brennender Sorge ..." .
No és sorprenent que l'endemà l'òrgan oficial nacionalsocialista, Völkischer Beobachter, publiqués una primera rèplica a l'encíclica. Però, sorprenentment va ser també l'última. El ministre alemany de propaganda, Joseph Goebbels, va ser prou intel·ligent i perspicaç com per advertir la força que havia tingut aquesta declaració. I, amb el control total de premsa i ràdio que ja tenia per aquestes dates, va decidir que el més convenient per al règim era ignorar completament l'encíclica.